# 軟體自由法律中心
软件自由法律中心（英語：Software Freedom Law Center）是一个为自由软件和开源软件提供无偿法律代理和相关法律支持的公益性组织。由哥伦比亚大学法学教授伊本·莫格林于2005年2月筹建，其四百万美元的启动资金由开放源代码实验室质押。

## 工作人员

### 员工
截至2015年3月，SFLC的员工有：
- 伊本·莫格林，主席和执行董事
- Mishi Choudhary, 法律董事
- Jonathan D. Bean，法律顾问
- Albert Cahn，法律顾问
- Daniel Gnoutcheff，系统管理员
- Tanisha Madrid-Batista，商务经理

### 董事
截至2015年3月，SFLC的董事有：
- Mark Webbink（主席）
- Philippe Aigrain
- Eben Moglen
- Diane M. Peters

## 客户
- Wine 项目 [2][3]
- X.Org基金会 [4]
- Plone 及其基金会 [5]